# 令狐永觀
令狐永觀（？年—？年），字四貞。山西省平陽府猗氏縣（今屬運城市臨猗縣）人，清朝政治人物。

## 經歷
早年為運司學生。
康熙二年（1663年）癸卯鄉試舉人。
康熙十五年（1676年）丙辰科第三甲第七十二名同進士出身。
令狐永觀在京等候銓選，獲悉父親重病，十天奔馳二千里返回山西，雖勞累仍親自服侍父親服食湯藥。父親死後過於悲傷以致身形瘠瘦，隨即母親也去世，令狐永觀勉強處理喪葬事務，因此患病不起而卒。時人感嘆令狐永觀因孝而死。
令狐永觀器量寬厚。曾有家僕在行路時遺失錢財數十金，非常懼怕受到懲處；令狐永觀慰勉說：「遺物小失，何懼為？」居家時某次在田園撞見行竊麥禾蔬果的竊賊，自己退避離去而不願追究竊賊。他死後鄰里仍感佩思念其恩德。《山西通志》有傳。

## 家庭及關聯
- 父：令狐泩，崇禎十五年舉人，福建漳浦縣知縣。
- 弟：令狐永年，拔貢生。